# Llista de municipis de la Vall del Marne
Llista de municipis del departament francès de la Vall del Marne, a la regió de l'Illa de França.

## Per districte
| Districte de l'Haÿ-les-Roses | Districte de Créteil | Districte de Nogent-sur-Marne |
| --- | --- | --- |
| 1. Fresnes 2. Rungis 3. Thiais 4. Chevilly-Larue 5. L'Haÿ-les-Roses 6. Villejuif 7. Cachan 8. Arcueil 9. Gentilly 10. Le Kremlin-Bicêtre | 1. Ivry-sur-Seine 2. Charenton-le-Pont 3. Saint-Maurice 4. Maisons-Alfort 5. Alfortville 6. Vitry-sur-Seine 7. Choisy-le-Roi 8. Orly 9. Villeneuve-le-Roi 10. Ablon-sur-Seine 11. Villeneuve-Saint-Georges 12. Valenton 13. Créteil 14. Saint-Maur-des-Fossés 15. Bonneuil-sur-Marne 16. Sucy-en-Brie 17. Boissy-Saint-Léger 18. Limeil-Brévannes 19. Villecresnes 20. Mandres-les-Roses 21. Périgny 22. Santeny 23. Marolles-en-Brie | 1. La Queue-en-Brie 2. Noiseau 3. Ormesson-sur-Marne 4. Chennevières-sur-Marne 5. Le Plessis-Trévise 6. Villiers-sur-Marne 7. Champigny-sur-Marne 8. Joinville-le-Pont 9. Nogent-sur-Marne 10. Le Perreux-sur-Marne 11. Bry-sur-Marne 12. Fontenay-sous-Bois 13. Vincennes 14. Saint-Mandé |

## Per municipi
| Nom                      | Codi INSEE | Codi postal | Població (1999) | Superfície (km²) | Densitat (hab./km²) |
| ------------------------ | ---------- | ----------- | --------------- | ---------------- | ------------------- |
| Ablon-sur-Seine          | 94001      | 94480       | 4867            | 1,11             | 4384,7              |
| Alfortville              | 94002      | 94140       | 36232           | 3,67             | 9872,5              |
| Arcueil                  | 94003      | 94110       | 18061           | 2,33             | 7751,5              |
| Boissy-Saint-Léger       | 94004      | 94470       | 15289           | 8,94             | 1710,2              |
| Bonneuil-sur-Marne       | 94011      | 94380       | 15889           | 5,51             | 2883,7              |
| Bry-sur-Marne            | 94015      | 94360       | 15000           | 3,35             | 4477,6              |
| Cachan                   | 94016      | 94230       | 24838           | 2,74             | 9065                |
| Champigny-sur-Marne      | 94017      | 94500       | 74237           | 11,3             | 6569,6              |
| Charenton-le-Pont        | 94018      | 94220       | 26582           | 1,85             | 14368,6             |
| Chennevières-sur-Marne   | 94019      | 94430       | 17837           | 5,27             | 3384,6              |
| Chevilly-Larue           | 94021      | 94550       | 18149           | 4,22             | 4300,7              |
| Choisy-le-Roi            | 94022      | 94600       | 34336           | 5,43             | 6323,4              |
| Créteil                  | 94028      | 94000       | 82154           | 11,46            | 7168,8              |
| Fontenay-sous-Bois       | 94033      | 94120       | 50921           | 5,58             | 9125,6              |
| Fresnes                  | 94034      | 94260       | 25213           | 3,56             | 7082,3              |
| Gentilly                 | 94037      | 94250       | 16118           | 1,18             | 13659,3             |
| Ivry-sur-Seine           | 94041      | 94200       | 50972           | 6,1              | 8356,1              |
| Joinville-le-Pont        | 94042      | 94340       | 17117           | 2,3              | 7442,2              |
| La Queue-en-Brie         | 94060      | 94510       | 10852           | 9,16             | 1184,7              |
| Le Kremlin-Bicêtre       | 94043      | 94270       | 23724           | 1,54             | 15405,2             |
| Le Perreux-sur-Marne     | 94058      | 94170       | 30080           | 3,96             | 7596                |
| Le Plessis-Trévise       | 94059      | 94420       | 16656           | 4,32             | 3855,6              |
| L'Haÿ-les-Roses          | 94038      | 94240       | 29660           | 3,9              | 7605,1              |
| Limeil-Brévannes         | 94044      | 94450       | 17529           | 6,93             | 2529,4              |
| Maisons-Alfort           | 94046      | 94700       | 51103           | 5,35             | 9552                |
| Mandres-les-Roses        | 94047      | 94520       | 4117            | 3,3              | 1247,6              |
| Marolles-en-Brie         | 94048      | 94440       | 5191            | 4,59             | 1130,9              |
| Nogent-sur-Marne         | 94052      | 94130       | 28191           | 2,8              | 10068,2             |
| Noiseau                  | 94053      | 94880       | 3971            | 4,49             | 884,4               |
| Orly                     | 94054      | 94310       | 20470           | 6,69             | 3059,8              |
| Ormesson-sur-Marne       | 94055      | 94490       | 9793            | 3,41             | 2871,8              |
| Périgny                  | 94056      | 94520       | 2020            | 2,79             | 724                 |
| Rungis                   | 94065      | 94150       | 5424            | 4,2              | 1291,4              |
| Saint-Mandé              | 94067      | 94160       | 19697           | 0,92             | 21409,8             |
| Saint-Maur-des-Fossés    | 94068      | 94100       | 73069           | 11,25            | 6495                |
| Saint-Maurice            | 94069      | 94410       | 12748           | 1,43             | 8914,7              |
| Santeny                  | 94070      | 94440       | 3140            | 9,91             | 316,9               |
| Sucy-en-Brie             | 94071      | 94370       | 24812           | 10,43            | 2378,9              |
| Thiais                   | 94073      | 94320       | 28232           | 6,43             | 4390,7              |
| Valenton                 | 94074      | 94460       | 11426           | 5,31             | 2151,8              |
| Villecresnes             | 94075      | 94440       | 8361            | 5,62             | 1487,7              |
| Villejuif                | 94076      | 94800       | 47384           | 5,34             | 8873,4              |
| Villeneuve-le-Roi        | 94077      | 94290       | 18292           | 8,4              | 2177,6              |
| Villeneuve-Saint-Georges | 94078      | 94190       | 28361           | 8,75             | 3241,3              |
| Villiers-sur-Marne       | 94079      | 94350       | 26632           | 4,33             | 6150,6              |
| Vincennes                | 94080      | 94300       | 43595           | 1,91             | 22824,6             |
| Vitry-sur-Seine          | 94081      | 94400       | 78908           | 11,67            | 6761,6              |